# LGBT práva v Sieře Leone

Duhová mapa Sierra Leone

Lesby, gayové, bisexuálové a transgender osoby (LGBT+) se mohu setkávat v Sierra Leone s právními komplikacemi, které jsou pro běžné heterosexuální páry neznámé. Stejnopohlavní aktivita mezi jedinci stejného pohlaví jsou oficiálně trestné jen pro muže, ale nejsou zaznamenány případy využití. 

## Stejnopohlavní soužití
Stejnopohlavní soužití je dle Trestního zákoníku z roku 1861 (koloniální zákoník z dob britské nadvlády) je ilegální jen pro muže, a to pod trestem veřejných trestných prací. Ženský stejnopohlavní styk je legální a zákoník se mu nijak nevěnuje.
Sierra Leone aby se ukázala jako tolerantní zemí, tak v roce 2011 podepsala Deklaraci OSN odsuzující činy namířené proti lidem na základě sexuální orientace a genderové identity.

## Životní podmínky
Politici a politické strany se vyhýbají veřejným prohlášením vůči LGBT komunitě v zemi nebo proti nim vystupují z náboženských důvodů, aby si udrželi volební preference. Společnost v Sierra Leone je spíše od dob kolonialismu spíše konzervativněji naladěna a homosexualitu či jiné neheterosexuální orientace považuje spíše za společensky neakceptovatelné.
V roce 2004 byla zavražděna aktivistka za LGBT práva FannyAnn Eddy, zakladatelka Sierra Leone Lesbian and Gay Association, první LGBT organizace v Sierra Leone. Dle výpovědí byla několika muži znásilněna a zabita ve své kanceláři. Původně si mnoho lidí myslelo, že čin souvisí s homofobií, ale policejní oddělení r. 20085 uvedlo, že čin nemá s homofobií nic společného, nýbrž že za vraždu může vrátná, která se pomstila z vynucenou výpověď.
V Sierra Leone provedla vláda první výzkum ohledně výskytu HIV/AIDS mezi MSM a studie zjistila, že mezi MSM je běžná bisexualita a mnozí trvají na své heterosexualitě. Dále uvádí, že až 7,5% je míra výskytu HIV/AIDS mezi MSM. 

## Souhrný přehled
| Legální stejnopohlavní styk                                                              | Ženský legání / Mužský ilegální (trest: veřejně trestné práce; neuplatňováno) |
| Stejný věk legální způsobilosti k pohlavnímu styku pro obě orientace                     | u žen ano / u mužů ne                                                         |
| Anti-diskriminační zákony v zaměstnání                                                   | No                                                                            |
| Anti-diskriminační zákony ve službách a v obchodu                                        | No                                                                            |
| Anti-diskriminační zákony v ostatních oblastech(nepřímá diskriminace, homofobní projevy) | No                                                                            |
| Stejnopohlavní manželství                                                                | No                                                                            |
| Stejnopohlavní soužití                                                                   | No                                                                            |
| Adopce dítěte stejnopohlavního partnera                                                  | No                                                                            |
| Společná adopce                                                                          | No                                                                            |
| Homosexuální jednotlivec může sloužit v armádě                                           | No                                                                            |
| Možnost změny pohlaví                                                                    | No                                                                            |
| Možnost umělého oplodnění pro lesbické ženy                                              | No                                                                            |
| Možnost náhradního mateřství                                                             | No                                                                            |